# شانی تاراشای
شانی تاراشای (انگلیسی: Shani Tarashaj؛ زادهٔ ۷ فوریهٔ ۱۹۹۵) یک بازیکن فوتبال اهل سوئیس است.
از باشگاه‌هایی که در آن بازی کرده‌است می‌توان به باشگاه فوتبال گراس‌هاپر زوریخ و اورتون اشاره کرد.
وی همچنین در تیم ملی فوتبال سوئیس بازی کرده‌است.